# Bibio baltimoricus
Bibio baltimoricus är en tvåvingeart som beskrevs av Macquart 1855. Bibio baltimoricus ingår i släktet Bibio och familjen hårmyggor. Inga underarter finns listade i Catalogue of Life.